# Monastero di Gelati
Il monastero di Gelati è un monastero che si trova vicino a Kutaisi, nella regione di Imereti, in Georgia. 

## La storia
Venne fondato dal re georgiano Davide II di Georgia, detto "Il Costruttore", nel 1106, ma fu completato solo dal figlio di questi Demetrio. Per lungo tempo il monastero rimase uno dei principali centri culturali della Georgia medievale. Era dotato di un'accademia in cui lavoravano i maggiori scienziati del paese, soprattutto teologi e filosofi, molti dei quali prima avevano studiato o lavorato all'estero, soprattutto a Costantinopoli. Tale era la fama raggiunta da questa accademia, che i contemporanei la chiamavano "la nuova Grecia" o "il secondo Monte Athos".

### Le chiese del monastero
All'interno del monastero, vi è la chiesa della Natività e due chiese più piccole: la chiesa di San Nicola e quella di San Giorgio.
Nel monastero si trovano molti affreschi e manoscritti di età compresa fra il XII e il XVII secolo. Oltre a ciò, qui si trova la tomba di uno dei più grandi re georgiani, il fondatore del monastero David il Costruttore (Davit Agmashenebeli in georgiano). Gli affreschi risalgono per lo più ai secoli XVI e XVII.

### Patrimonio dell'umanità
Nel 1994 il monastero di Gelati è stato inserito nell'elenco dei patrimoni dell'umanità dell'UNESCO, insieme alla vicina cattedrale di Bagrati. Quest'ultima, dopo aver subito un invasivo intervento ricostruttivo che, a detta dell'UNESCO, ne ha minato l'autenticità storica, è stata rimossa dal patrimonio il 9 luglio 2017.

## Galleria d'immagini

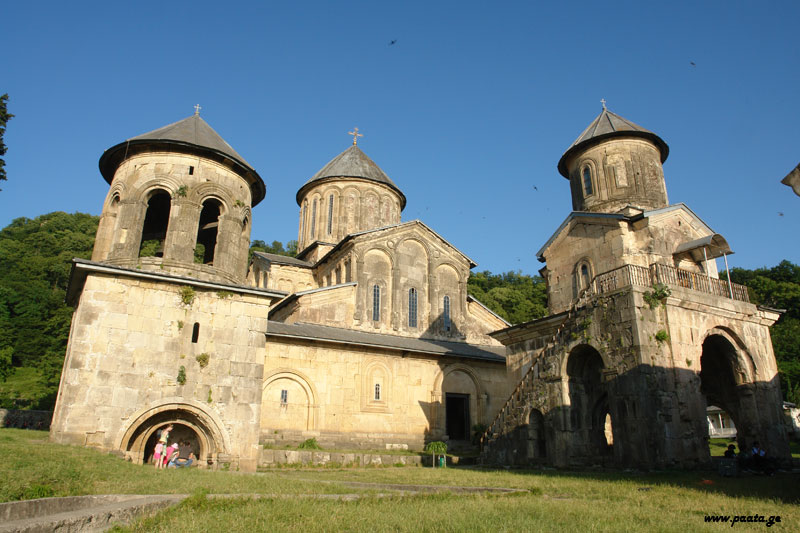
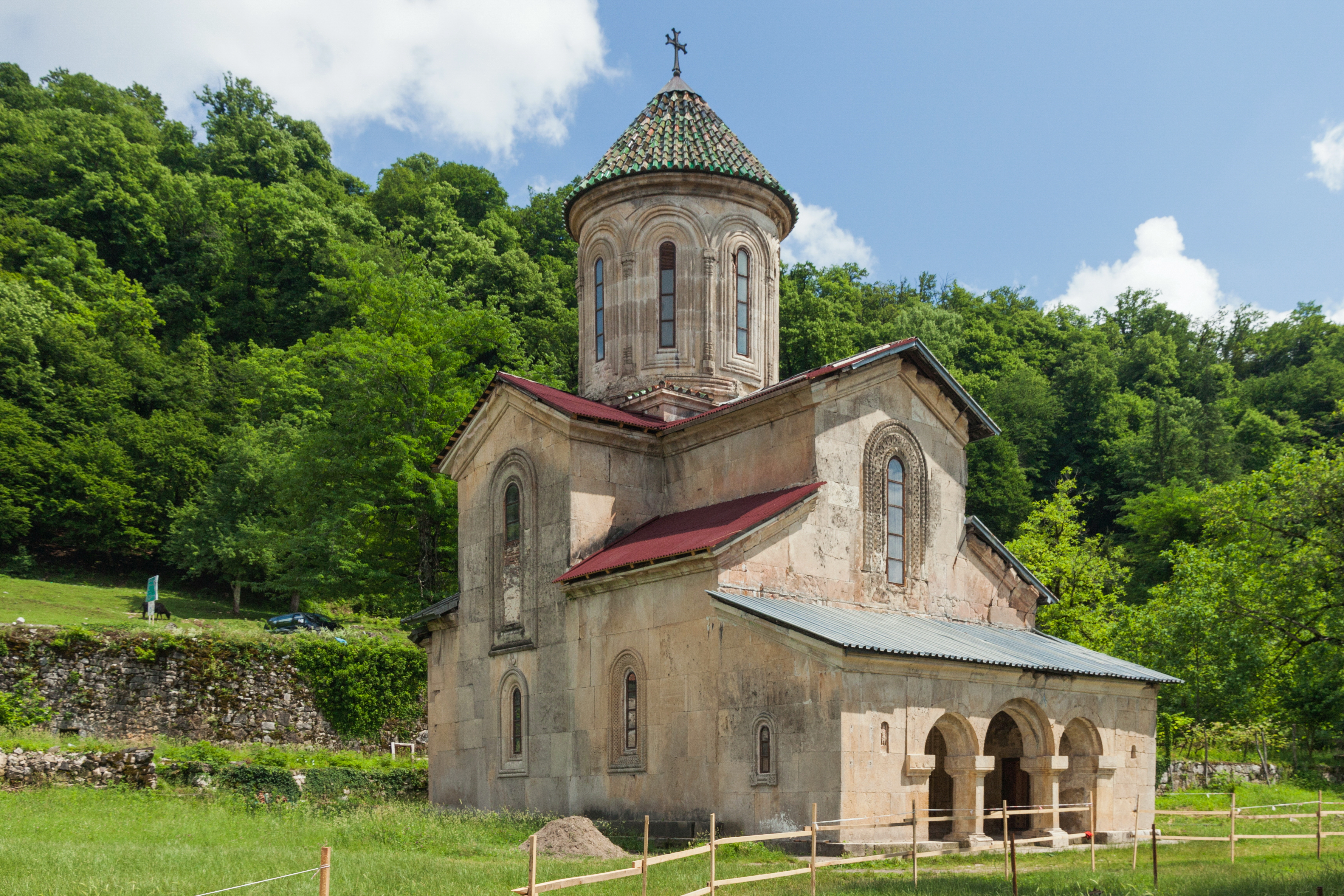
Chiesa di San Giorgio
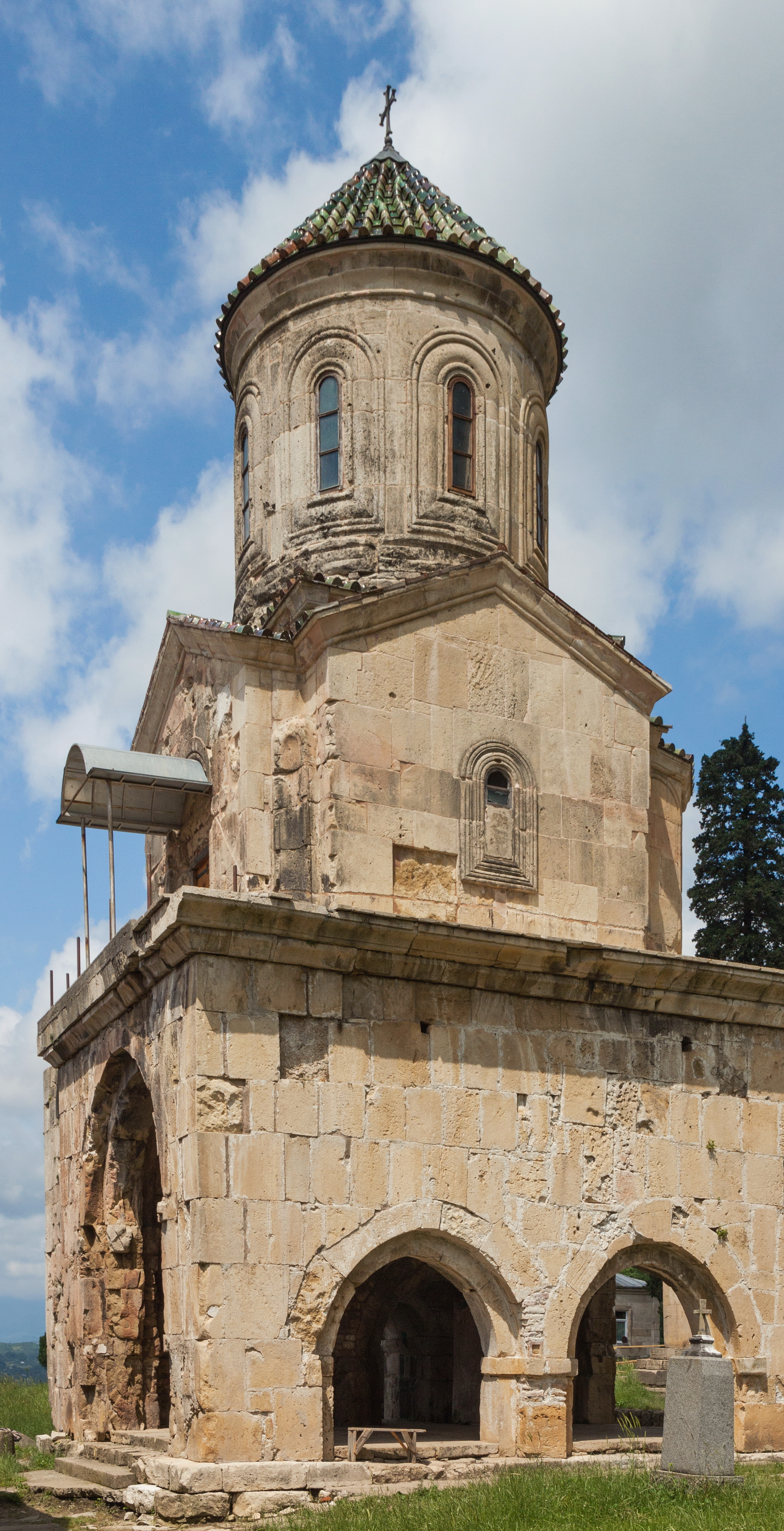
Chiesa di San Nicola
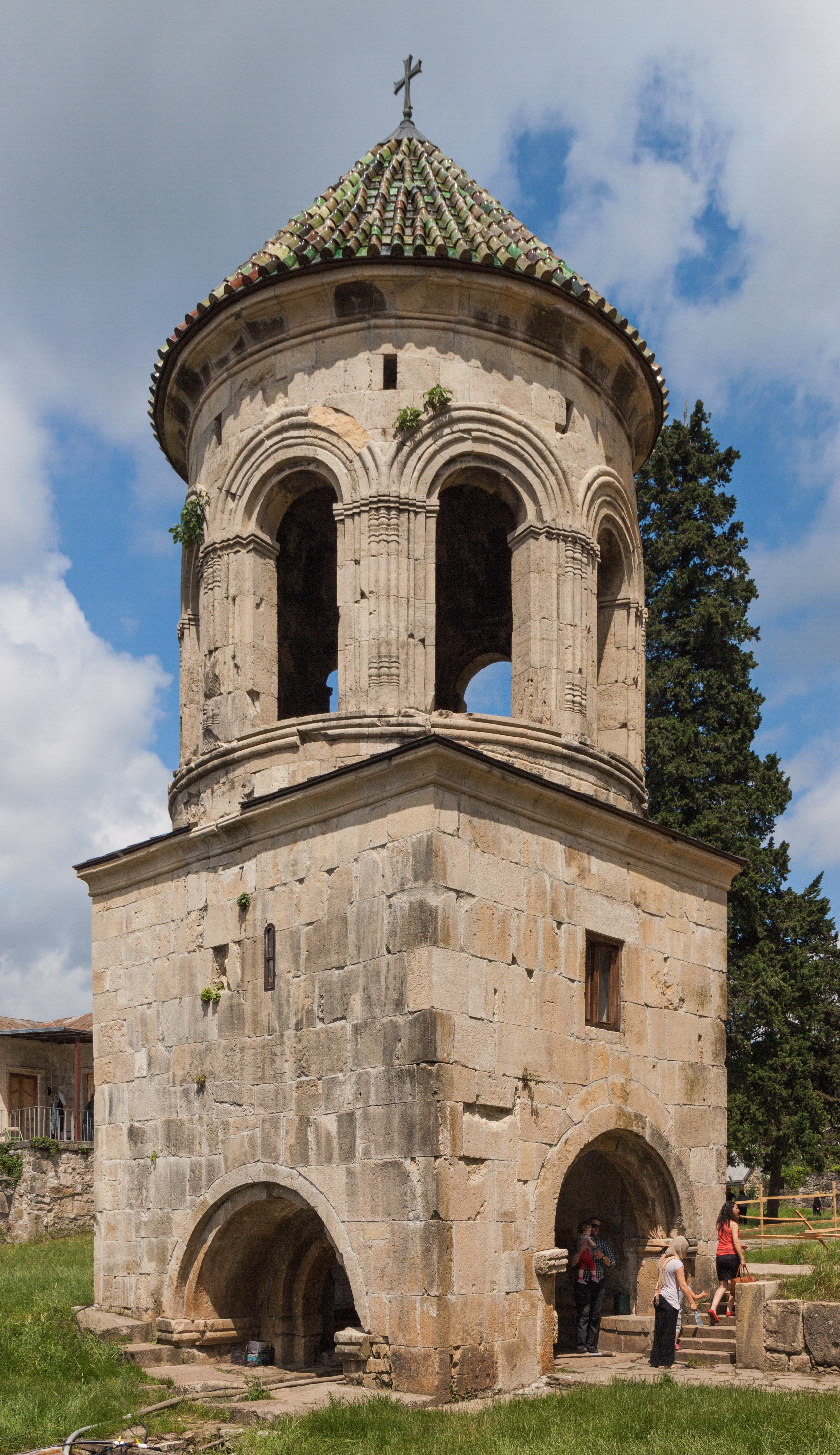
Campanile
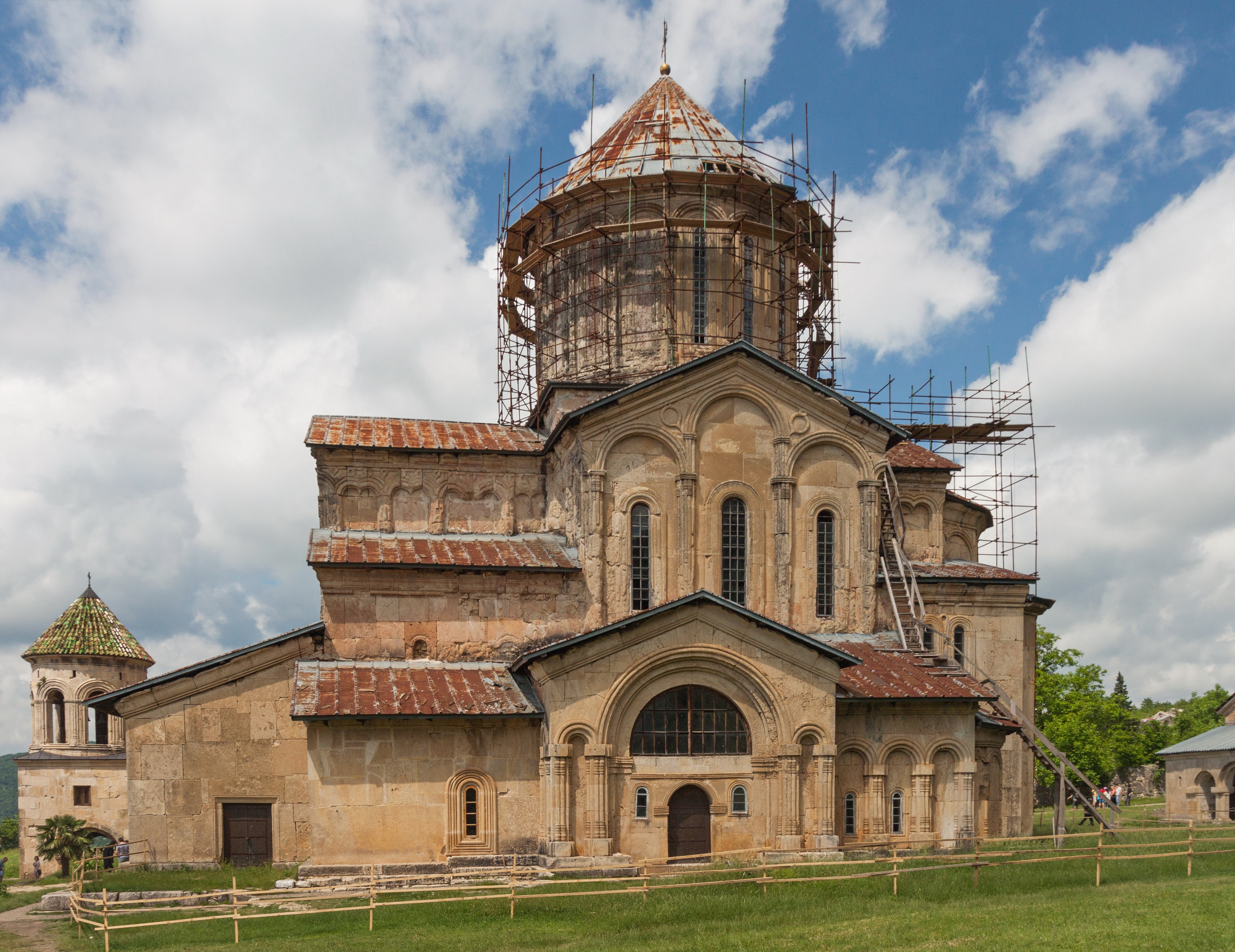
Cattedrale della Natività della Vergine
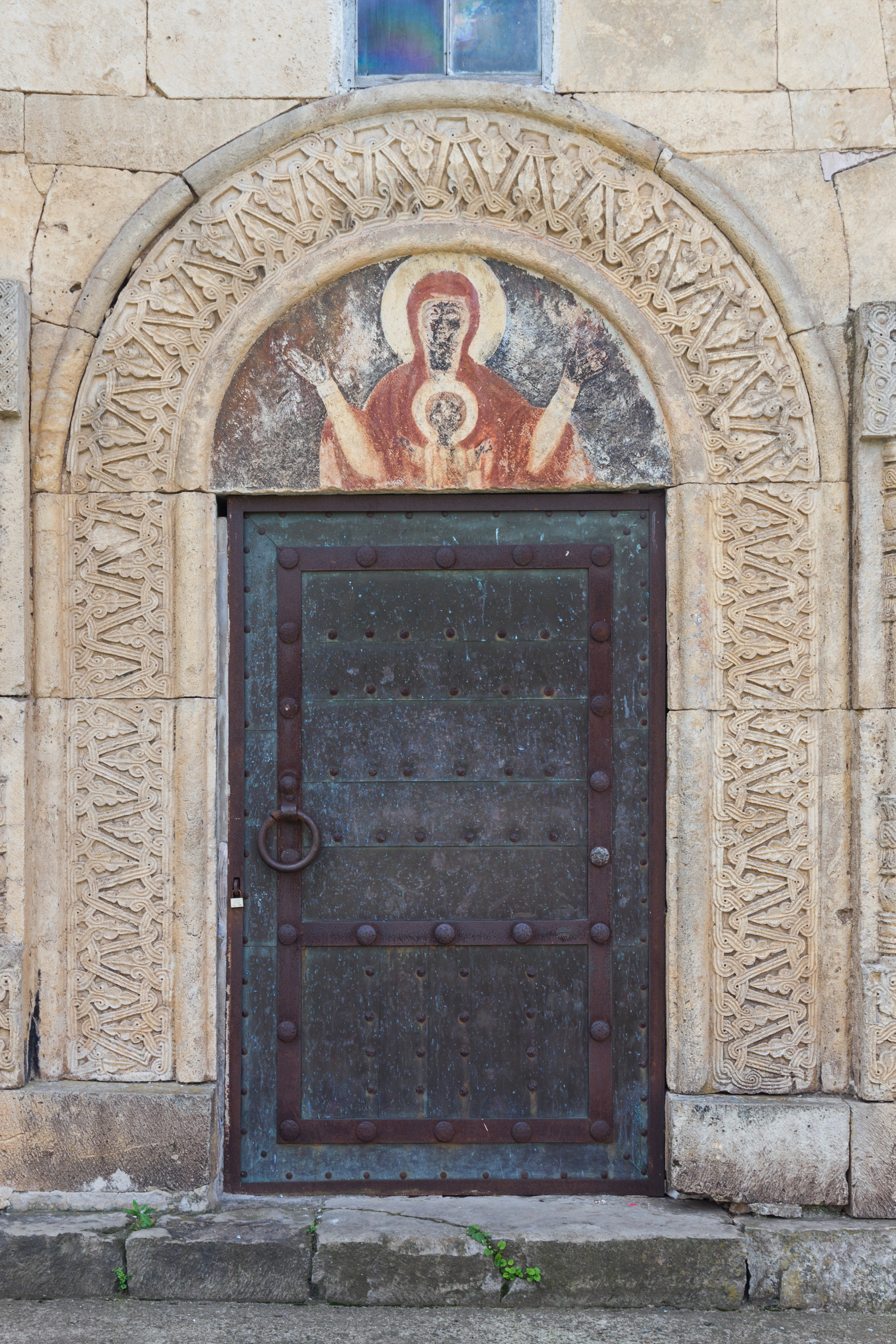
Portale della cattedrale
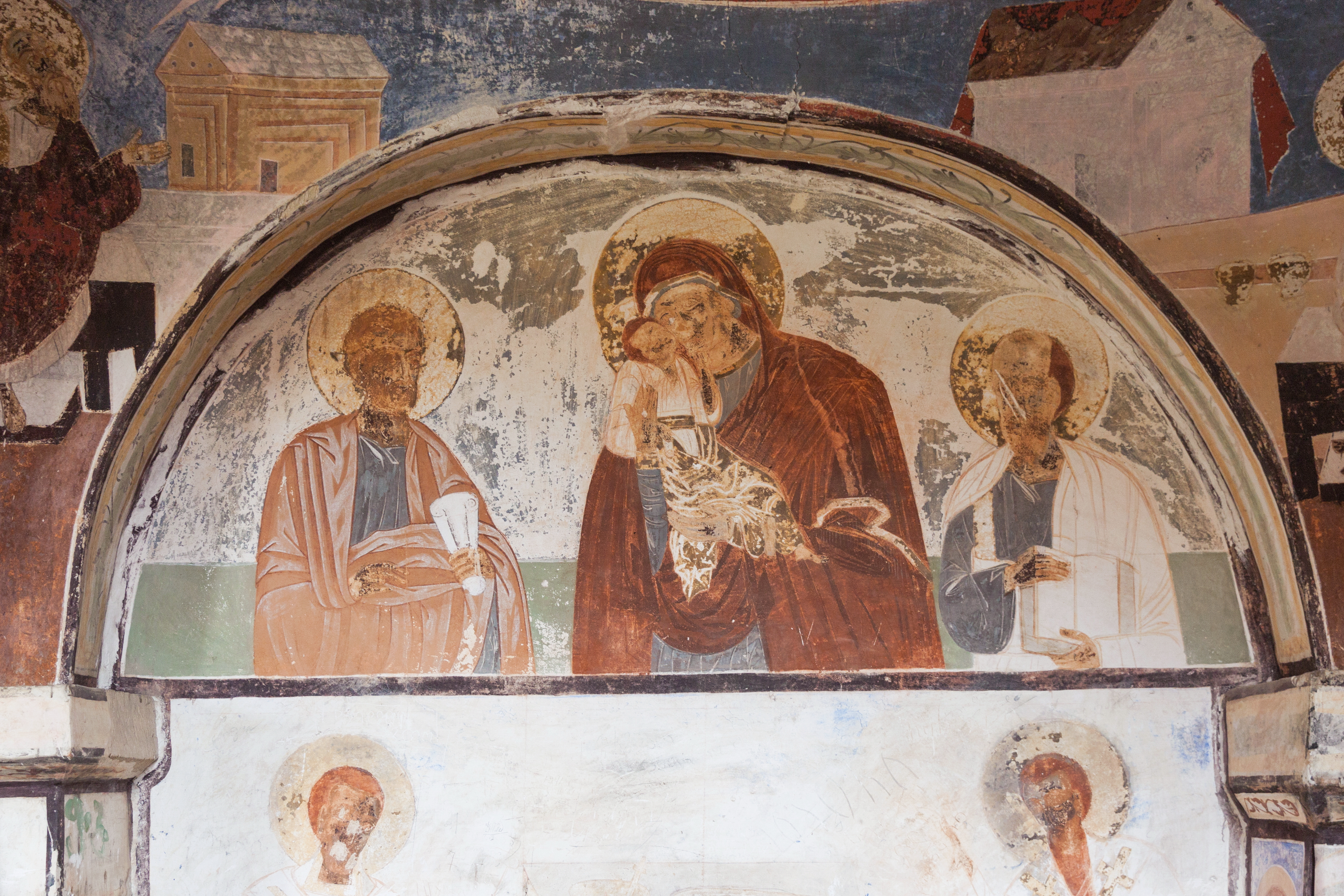
Gli affreschi nella cattedrale
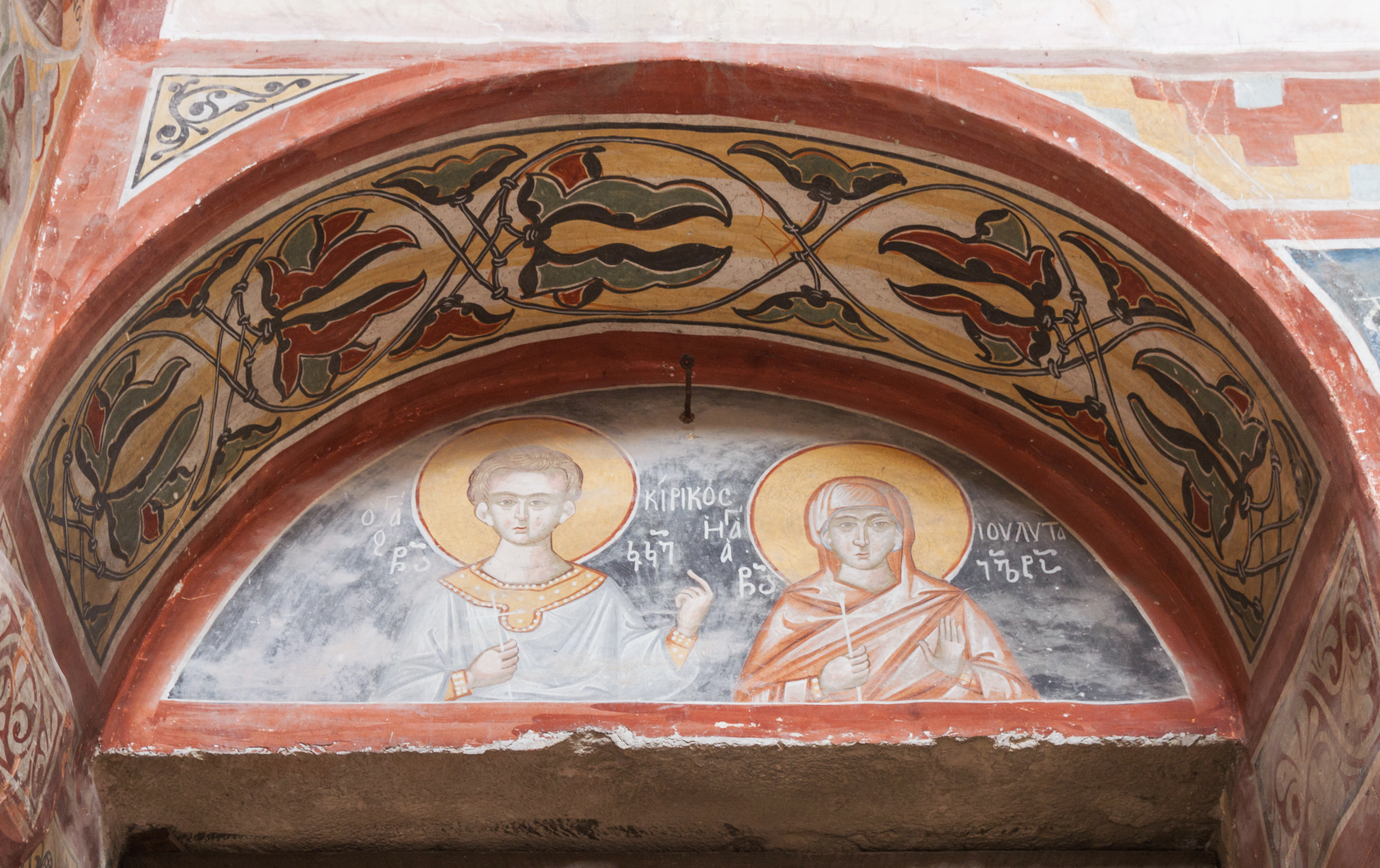
Gli affreschi nella cattedrale
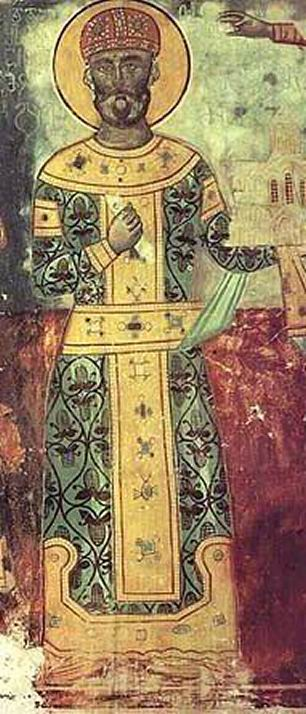
Davide IV di Georgia, affresco
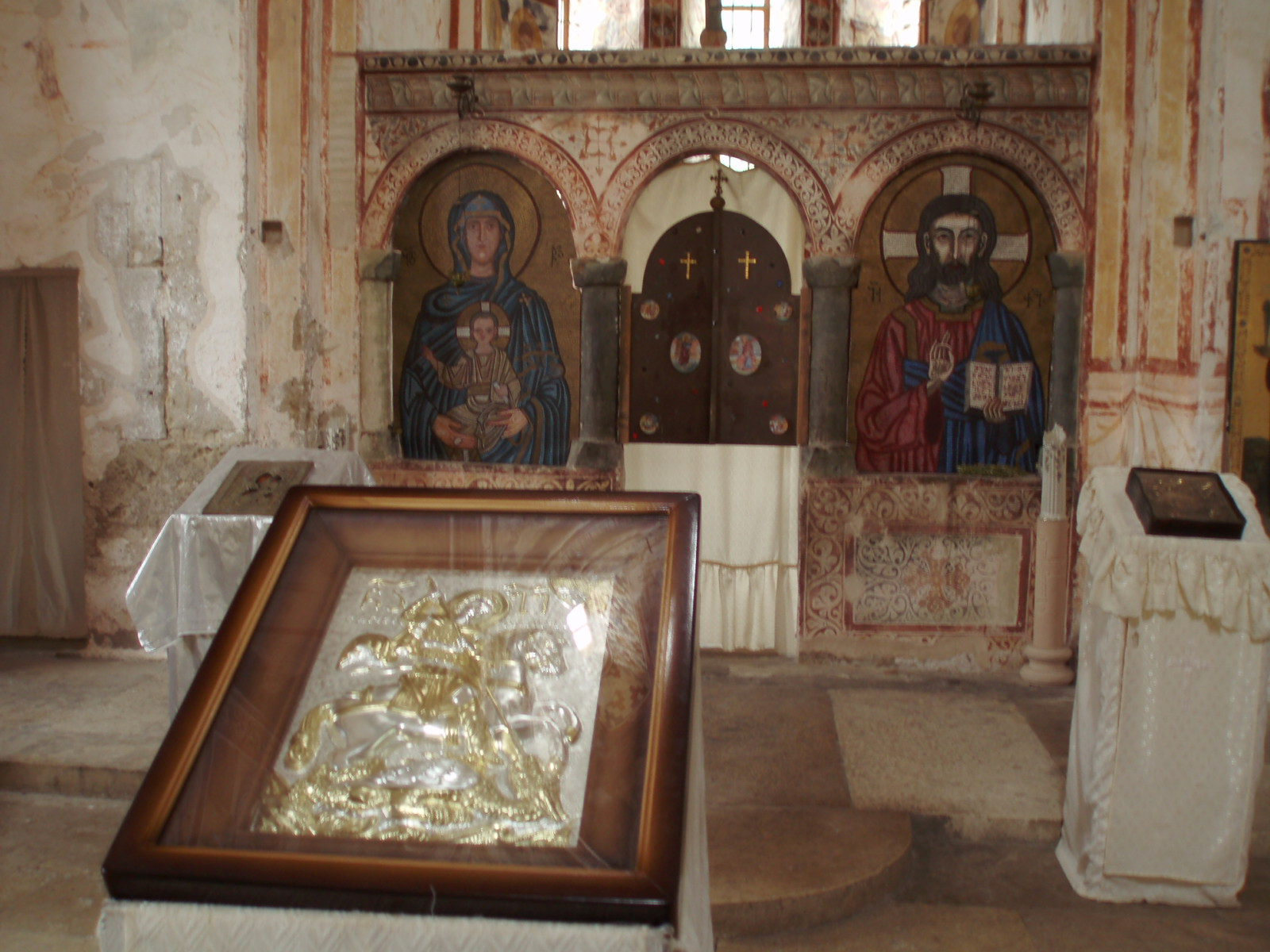
Icona di San Giorgio di fronte all'iconostasi
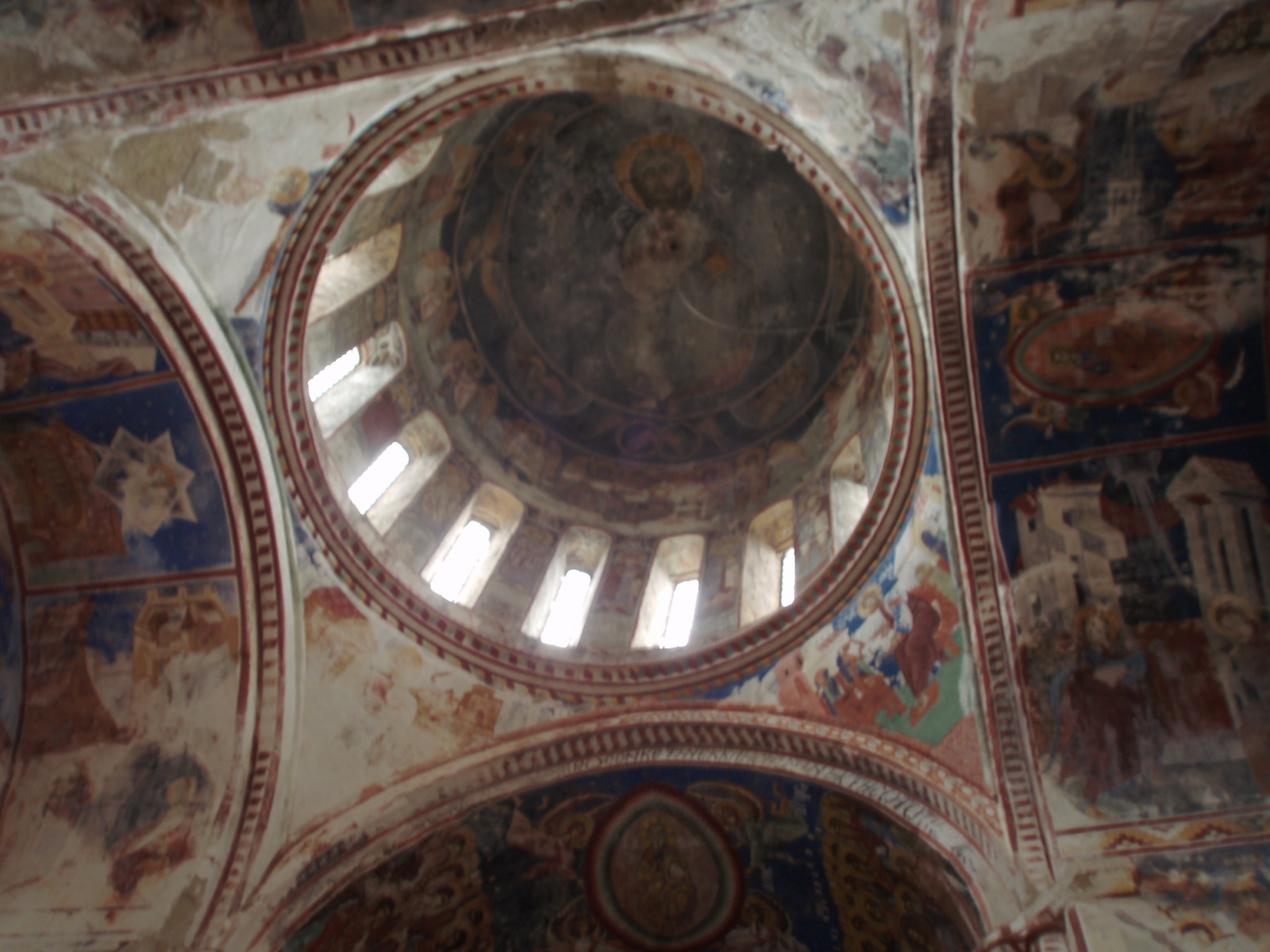
Cristo Pantocratore, nella volta della cupola
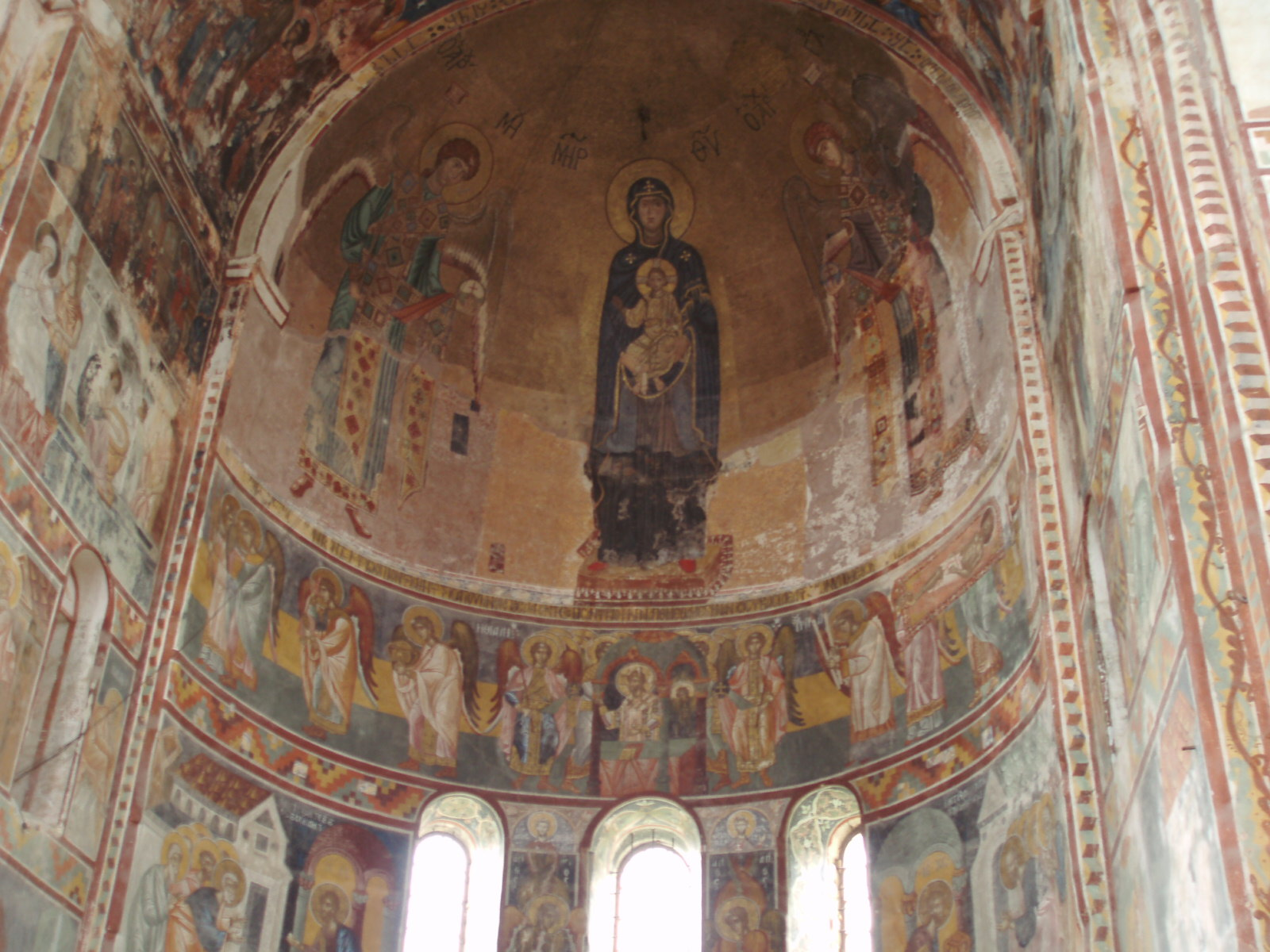
Theotókos nell'abside
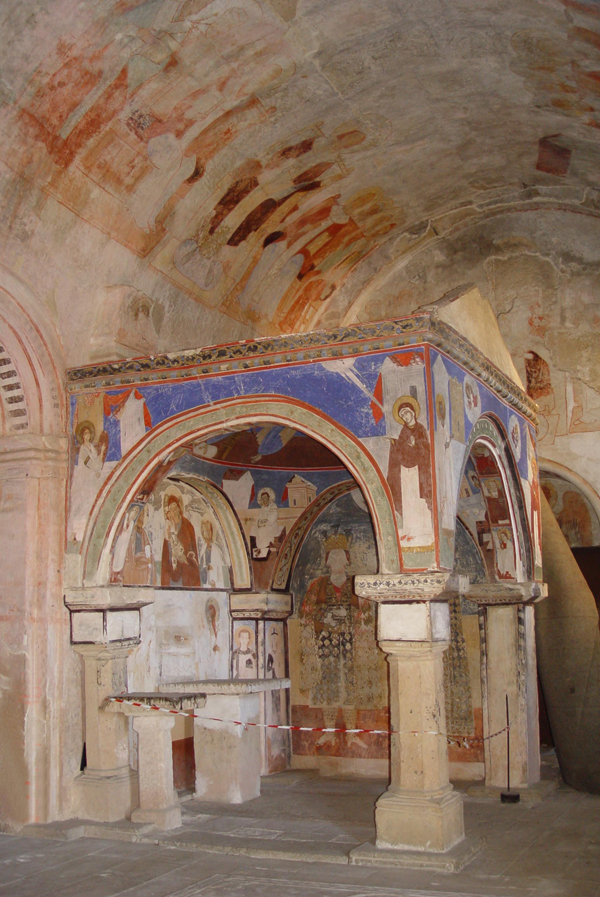
Altare nella chiesa del monastero